# A las cinco de la tarde
A las cinco de la tarde è un film spagnolo del 1961 diretto da Juan Antonio Bardem.